# Uładzimir Hłod
Uładzimir Uładzimirawicz Hłod (biał. Уладзімір Уладзіміравіч Глод, ros. Владимир Владимирович Глод, Władimir Władimirowicz Głod; ur. 22 maja 1945 w Wilejce) – białoruski dziennikarz, kandydat nauk filologicznych (odpowiednik polskiego stopnia doktora), członek opozycyjnej Zjednoczonej Partii Obywatelskiej.

## Życiorys
Urodził się 22 maja 1945 roku w mieście Wilejka, w obwodzie mołodeczańskim Białoruskiej SRR, ZSRR. W 1987 roku w Kijowie uzyskał stopień kandydata nauk filologicznych (odpowiednik polskiego stopnia doktora). Temat jego rozprawy kandydackiej brzmiał: Specyfika gatunkowa informacyjnych publikacji prasowych. Pracował w białoruskich gazetach ogólnokrajowych i w radiu. Pełnił funkcję redaktora naczelnego analitycznej sekcji agencji BiełaPAN. Jest członkiem opozycyjnej Zjednoczonej Partii Obywatelskiej.

## Odznaczenia
- Gramota Pochwalna Rady Najwyższej Białoruskiej Socjalistycznej Republiki Radzieckiej (1976)[1].

## Życie prywatne
Uładzimir Hłod jest żonaty, ma dwie córki i wnuka.